# Dadi Chengdu

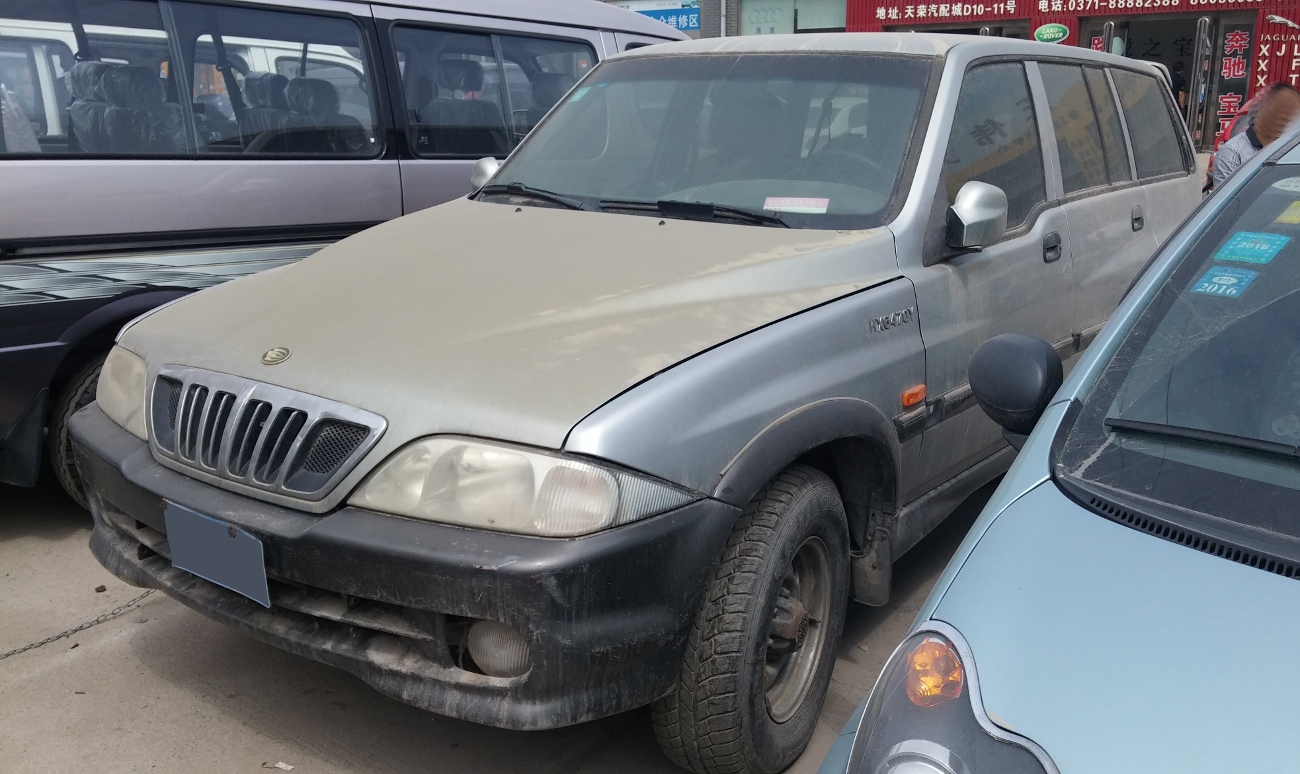
Dadi Chengdu RX 6470 Musso

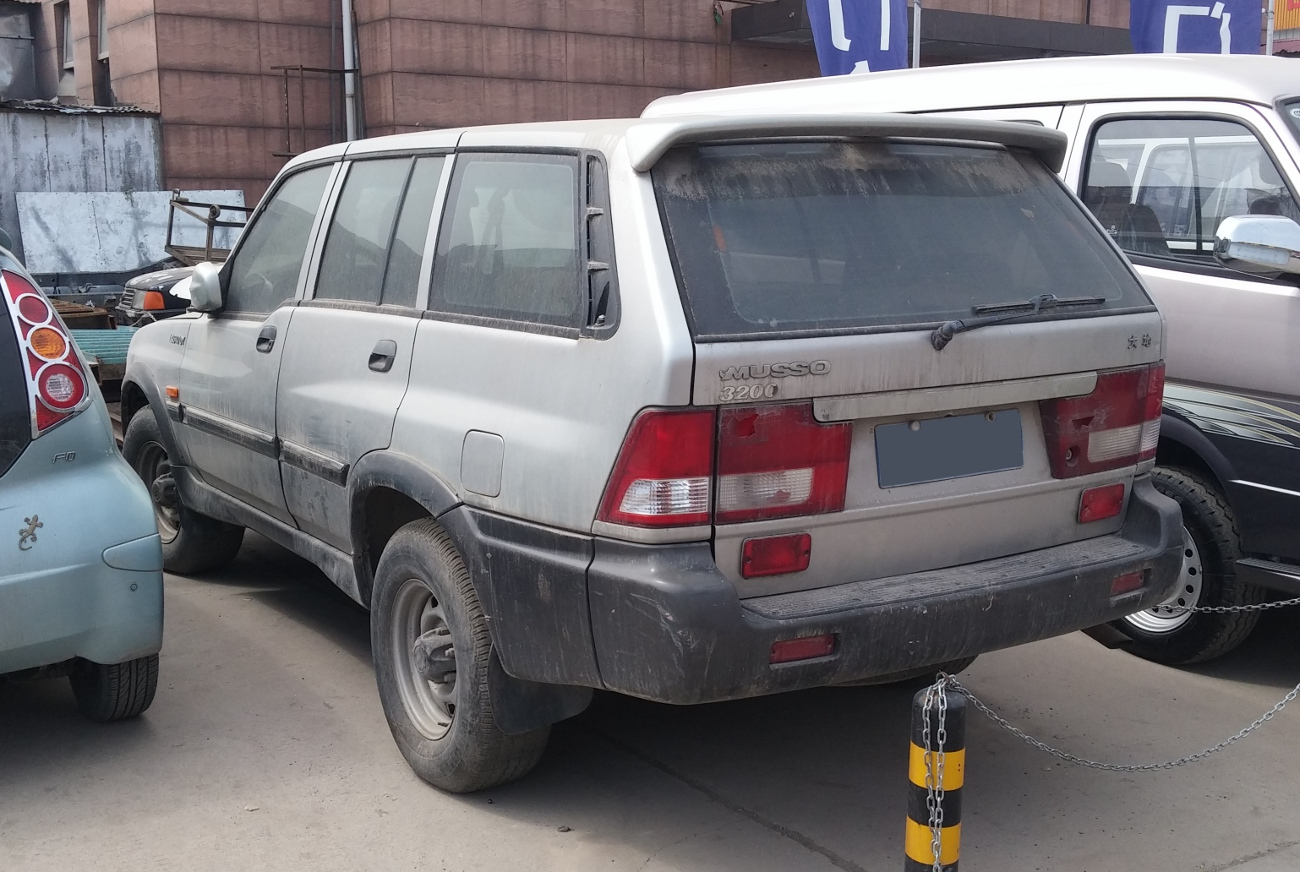
Heckansicht

Dadi Chengdu war eine Automarke aus der Volksrepublik China.

## Markengeschichte
Chengdu General Tractor Works aus Chengdu verwendete diese Marke ab 1984. In dem Jahr begann die Produktion von Automobilen. Später erfolgte die Umbenennung in Dadi Auto Works und 1988 in Chengdu Xin Dadi Motor. 2005 übernahm die Zotye Holding Group das Unternehmen. Etwa 2007 wurde der Markenname aufgegeben und dafür Dadi Xunchi verwendet.
Dadi Automobile Group aus Baoding war ein anderes Unternehmen, das Fahrzeuge als Dadi anbot.

## Fahrzeuge
Ab 1984 wurden Pick-ups und Lastkraftwagen angeboten.
In den 1990er Jahren kamen zwei SUV-Modelle dazu: CCD 6430 und CCD 6480.
Von 2001 bis 2007 wurde der SsangYong Musso als RX 6470 Y und RX 6471 Y montiert.
Im März 2004 kam der RX 6480 Yuandongli dazu. Auch dieses Modell wurde bis 2007 produziert.

## Produktionszahlen
| Jahr | Produktionszahl | Quelle      |
| ---- | --------------- | ----------- |
| 2000 | 10              | [ 1 ] [ 4 ] |
| 2001 | 25              | [ 1 ] [ 4 ] |
| 2002 | 24              | [ 1 ] [ 4 ] |
| 2003 | 151             | [ 1 ] [ 4 ] |
| 2004 | 458             | [ 4 ]       |
| 2005 | 3.162           | [ 5 ]       |
| 2006 | 11.457          | [ 5 ]       |
| 2007 | 24.309          | [ 5 ]       |

Anmerkungen: 2004 entstanden zusätzlich 2897 Pick-ups. Die Zahl für 2007 kann bereits Fahrzeuge der Nachfolgemarke beinhalten.